# Dušan Kojić
Dušan Kojić, cyr. Душан Којић (ur. 14 czerwca 1961 w Belgradzie) – serbski muzyk, kompozytor, wokalista zespołu Disciplina Kičme / Disciplin A Kitschme.

## Życiorys
W 1980 roku dołączył do zespołu Limunovo drvo założonego przez Milana Nladenovicia i Dragomira Mihajlovicia. W tym samym roku, po kilku zmianach składu, grupa przekształciła się w zespół Šarlo Akrobata. W wyniku wewnętrznych napięć i konfliktów na linii Kojić – Mladenović zespół rozpadł się rok później. Pod koniec 1981 roku Kojić założył nowy zespół Disciplina Kičme. Od 1995 roku zespół występuje pod nazwą Disciplin A Kitschme.

## Dyskografia

### Z Šarlo Akrobata

#### Single
- „Mali čovek” / „Ona se budi” (1981)

#### Albumy
- Bistriji ili tuplji čovek biva kad... (1981)

#### Kompilacje
- Paket aranžman (1980) – z Električni Orgazam i Idoli

#### Inne
- Svi marš na ples! (1981)

### Z Disciplin A Kitschme / Disciplina Kičme

#### Albumy
- Sviđa mi se da ti ne bude prijatno (Helidon, 1983)
- Svi za mnom! (Helidon, 1986)
- Najlepši hitovi! (PGP RTB, 1987) – Live
- Zeleni Zub na planeti dosade (PGP RTB, 1989.)
- Nova iznenađenja za nova pokolenja (PGP RTB, 1991)
- I Think I See Myself On CCTV (Babaroga Records, 1996) – jako Disciplin A Kitschme
- Heavy Bass Blues (Babaroga Records, 1998) – jako Disciplin A Kitschme
- Ove ruke nisu male 1... (Tom Tom Music, 1999)
- Refresh Your Senses Now! (Babaroga Records, 2001) – jako Disciplin A Kitschme
- Ove ruke nisu male 2... (Tom Tom Music, 2004)
- Kada kažeš muzika, na šta tačno misliš, reci mi? (PGP RTS, 2007)

#### EP (minialbum)
- Ja imam šarene oči (Dokumentarna, 1985)
- Dečija pesma (PGP RTB, 1987)
- Have You Ever Heard Of Any Other Rhythm? (Babaroga Records, 1996) – jako Disciplin A Kitschme
- Do Not! / Oh Why? (Babaroga Records, 1997) – jako Disciplin A Kitschme
- Političari + Virusi (Tom Tom Music, 2005)

#### Single
- Buka u modi / Buka u modi (remiks) (PGP RTB, 1990)

#### Inne
- Kako je propao rokenrol (PGP RTB, 1989) – jako Koja
- Prijateljstvo zanat najstariji... (Bitef Teatar, 1991) – jako Koja
- Da Answer (Babaroga Records, 1999) – jako Tooth-Gofie-Nappy
- Beogradska prevara! (Tom Tom Music, 2001) – jako Koja
- Kao da je bilo nekad... (dedykowane Milanowi Mladenoviciowi) (Circle Records, 2002) – jako Crni Zub